# 刘玉梅
刘玉梅（1961年7月12日—），中国女子手球运动员。她在1984年洛杉矶夏季奥林匹克运动会中，参加了女子手球比赛并获得铜牌。比赛期间她在场上的位置是守门员。